# Pseudomembran
Eine Pseudomembran entsteht als Folge einer Entzündung mit Bildung eines Exsudats, das reich an Fibrin und Zelltrümmern (abgestorbenen Gewebszellen bzw. -teilen) ist. Im Unterschied zu einer Membran weist die Pseudomembran keine geordnete feingewebliche Struktur auf.
Durch die Vernetzung des Fibrins mit dem darunterliegenden, entzündeten Gewebe kommt es (vor allem bei der Diphtherie) zur Ausbildung fest haftender Beläge, bei Austrocknung zur Borkenbildung. Der Versuch, diese Beläge zu entfernen, führt zu Blutungen. 
Gelegentlich wird eine pseudomembranös-croupöse Entzündung von der pseudomembranös-nekrotisierenden Entzündung abgegrenzt. Für letztere wird die Diphtherie als Beispiel erwähnt, die aber auch als Croup (Krupp) bezeichnet wird.
Pseudomembranen entstehen bei
- Diphtherie als Beläge bei der Rachendiphtherie und bei der Nasendiphtherie (Rhinitis pseudomembranacea)
- pseudomembranöser Kolitis
- Bakterienruhr
- Sublimatvergiftung
- Schleimhautentzündungen im Rahmen einer Chemotherapie
- Bindehautentzündung durch Adenoviren (als seltene Komplikation)[1]
- akuter myeloischer Leukämie, als seltene Manifestation im Bereich der Cornea (Hornhaut des Auges)[2]
- pseudomembranöser und nekrotisierender Bronchiolitis